# 格哈德·古斯特曼
格哈德·古斯特曼（德語：Gerhard Gustmann，1910年8月13日—1992年3月30日），德国男子赛艇运动员。他曾代表德国参加1936年夏季奥林匹克运动会赛艇比赛，获得男子双人单桨有舵手金牌。